# 2004年飓风达尼埃尔
飓风达尼埃尔（英語：Hurricane Danielle）是2004年大西洋飓风季期间的首场佛得角型飓风，也是该季第4个获得命名的热带气旋和第3场飓风。系统于2004年8月13日在大西洋东部形成，所处位置一直在中大西洋上空，于8月16日达到萨菲尔-辛普森飓风等级下的二级飓风强度，然后因水温降低而减弱，于8月21日退化成残留低气压，最终在8月24日逐渐消散。
达尼埃尔自始至终没有接近陆地，所以没有造成任何人员伤亡和财产损失，只在转向北上时短暂对亚速尔群岛构成威胁。

## 气象历史
飓风达尼埃尔的源起可以追溯到非洲上一股强劲的东风波，进入大西洋后，这股东风波因包括风切变少在内的多项利好因素而迅速发展，环流也逐渐聚拢，于8月13日早上在佛得角群岛东南偏南方向海域发展成2004年大西洋飓风季的第四号热带低气压。起初，系统所在洋面水温不高，约为26°C，但由于风切变少，低气压还是得以继续组织。当晚，气旋增强成热带风暴并获名“达尼埃尔”（Danielle）。8月14日清晨，气旋在大西洋开放水域上空向西行动，在此期间因行经佛得角西南方向的温暖海域而逐渐增强，风速在当天早上达到每小时85公里的中等热带风暴强度。风暴接下来快速增强，于当晚升级成飓风并开始形成风眼。经过24小时的发展，达尼埃尔的气压从1004毫巴降至978毫巴，风速提升至每小时145公里，在萨菲尔-辛普森飓风等级下已属二级飓风的较高标准。
快速增强期结束后，达尼埃尔的强度趋于平衡，从风眼的尺寸来看，飓风的风场相对偏小，经过结构上的小幅变化后又略有强化。8月15日下午，风暴在逼近副热带高压脊时达到二级飓风强度，并受高压脊影响停止继续西进。从当晚开始，气旋开始从西经35°洋面回转向西北方向移动，之后又转向北上并恢复逐渐强化趋势。8月16日清晨，达尼埃尔的转向趋势变得更加明显，因上层低压槽令高压脊出现大范围断层，行进至大西洋中部的气旋突然大幅转向北上。风暴在转向期间沿副热带高压脊的东侧前进，因此无法继续向西移动，进而避免达尼埃尔对北美洲和加勒比地区构成威胁。向西北方向移动期间，飓风略有增强，于8月16日达到风力时速175公里的最高强度，仅略低于三级飓风标准。

8月17日，飓风达尼埃尔逐渐减弱。

转向北上后，风暴因进经海域风切变增多而开始减弱。但由于水温仍然较高，气旋起初的弱化速度很慢。这次突然向北转向也令亚速尔群岛在5月17日短暂受到达尼埃尔的威胁，气象机构预计气旋经过数天之后，有可能会以热带风暴或温带气旋形式吹袭该群岛。8月17日晚，受持续增多的风切变影响，达尼埃尔降级成一级飓风。8月18日，风暴开始转向东北，并且减弱速度还有加快，部分深层对流被风切变剥离，气旋于这天早上降级成热带风暴。快速减弱趋势持续到这天下午，当晚达尼埃尔的风速已降至每小时75公里，属热带风暴的较低水平。不过，系统强度在8月19日清晨趋于平衡，并且之后几天行经的亚速尔群岛西南偏南方向水域上层水温总体保持在近26°C，因此得以保持热带风暴强度。
气旋内仍然有阶段性的对流爆发，风暴次日继续飘移并逐渐远离亚速尔群岛。由于转向气流很弱，达尼埃尔略朝西北方向转向，但动向很不稳定。在热带风暴的最低标准强度下保持一段时间后，气旋终因强烈上层垂直风切变的影响而失去深层对流，并于8月20日下午弱化成热带低气压。低气压再度转向北上，并因行经洋面水温降低而继续消亡。8月21日，达尼埃尔的所有对流都已被风切变剥离，气旋退化成残留低气压。系统残留继续在开放海域上空飘移，无法发展出深层对流，最终于8月24日在亚速尔群岛西南偏西方向洋面完全消散。

## 影响、命名和纪录
飓风达尼埃尔没有对任何陆地产生影响，没有任何报道表明气旋曾造成任何人员伤亡或财产损失，也没有任何船只报告曾在海上遭遇风暴。达尼埃尔在西经24.8°海域达到热带风暴强度，成为2000年大西洋飓风季的飓风阿尔贝托后形成位置最偏东面并获命名的风暴。